# Renault Type Y

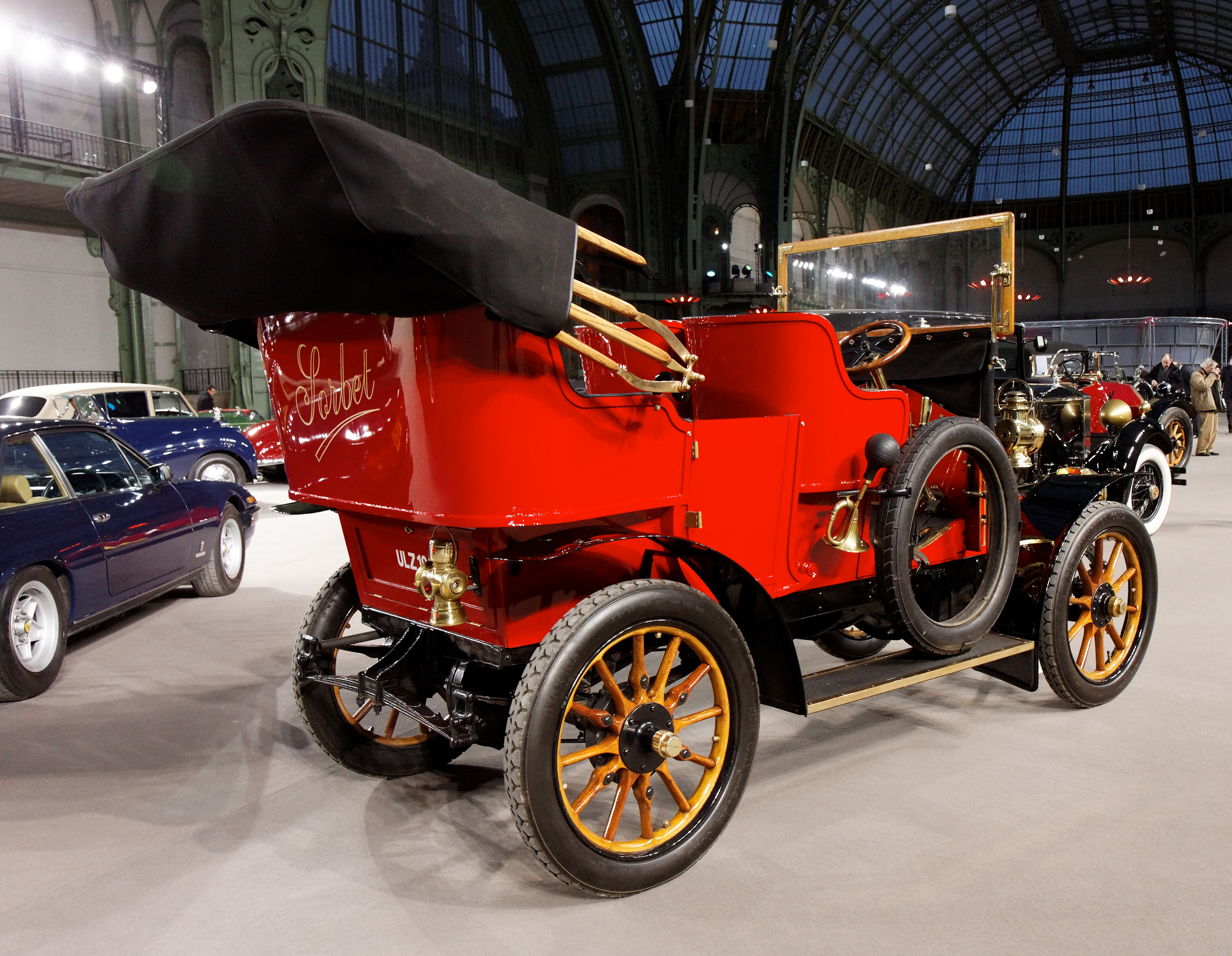
Heckansicht

Der Renault Type Y war ein frühes Personenkraftwagenmodell von Renault. Er wurde auch 10 CV genannt.

## Beschreibung
Die nationale Zulassungsbehörde erteilte am 14. Januar 1905 die Zulassung. Vorgänger war der Renault Type U (a). Den Type Y (a) gab es 1905 und den Type Y (b) von 1905 bis 1906. Die Nutzfahrzeugvariante Renault Type AJ von 1906 bis 1909 basierte auf diesem Modell. Nachfolger beider Ausführungen wurde der Renault Type AH. 
Ein wassergekühlter Zweizylindermotor mit 100 mm Bohrung und 120 mm Hub leistete aus 1885 cm³ Hubraum 10 PS. Eine Quelle gibt davon abweichend 100 mm Bohrung, 120 bis 130 mm Hub und 1885 bis 2042 cm³ Hubraum an. Die Motorleistung wurde über eine Kardanwelle an die Hinterachse geleitet. Die Höchstgeschwindigkeit war je nach Übersetzung mit 42 km/h bis 51 km/h angegeben.

### Renault Type Y (a)
Dies war die kurze Ausführung. Bei einem Radstand von 246 cm und einer Spurweite von 126 cm war das Fahrzeug 340 cm lang und 155 cm breit. Das Fahrgestell wog 750 kg, das Komplettfahrzeug 1100 kg. Der Preis betrug 7500 Franc bzw. 8600 Franc für einen Doppelphaeton.
Das Auktionshaus Bonhams versteigerte am 5. Februar 2011 einen Type Y (a) für 40.250 Euro.

### Renault Type Y (b)
Dies war die lange Ausführung. Der Radstand maß 262 cm und das Fahrzeug 360 cm. Die Breite war identisch. Das Fahrzeug wog 1200 kg. Der Preis betrug 7800 Franc. Von diesem Modell war auch eine Limousine verfügbar.